# 니시다이역 (도치기현)
니시다이역(일본어: 西田井駅)은 일본 도치기현 모카시에 위치한 모카 철도 모카 선의 철도역이다. 상대식 승강장 2면 2선의 구조를 갖춘 지상역이다.

## 이용 현황
| 승차별 인원 추이 | 승차별 인원 추이   |
| 연도             | 1일 평균 승차 인원 |
| ---------------- | ------------------ |
| 2007             | 23                 |
| 2008             | 34                 |
| 2009             | 35                 |
| 2010             | 23                 |
| 2011             | 36                 |
| 2012             | 33                 |
| 2013             | 30                 |
| 2014             | 26                 |
| 2015             | 19                 |

## 역 주변
- 국도 제294호선
- 도치기 현도 134호 니시다이테이류조 선
- 도치기 현도 197호 니시하라니시다이테이류조 선
- 니시다이 에키마에 공민관

## 역사
- 1913년 7월 11일 : 관설 철도의 역으로서 개업.
- 1958년 9월 10일 : 업무 위탁화. 교환 설비 철거, 복선화.
- 1963년 1월 10일 : 화물 취급 폐지.
- 1970년 3월 10일 : 무인화.
- 1987년 4월 1일 : 일본국유철도 분할 민영화에 의해, 동일본 여객철도가 승계.
- 1988년 4월 11일 : 모카 철도로 전환.
- 1994년 3월 14일 : 국철 시대에 철거되었던 교환 설비 부활.
- 1998년 3월 : 역사 개축.

## 인접 역
| 모카 철도 ■ 모카 선    | 모카 철도 ■ 모카 선 | 모카 철도 ■ 모카 선  |
| ---------------------- | ------------------- | -------------------- |
| 기타모카 시모다테 방면 | 모카 선             | 기타야마 모테기 방면 |